# Luca Bigazzi

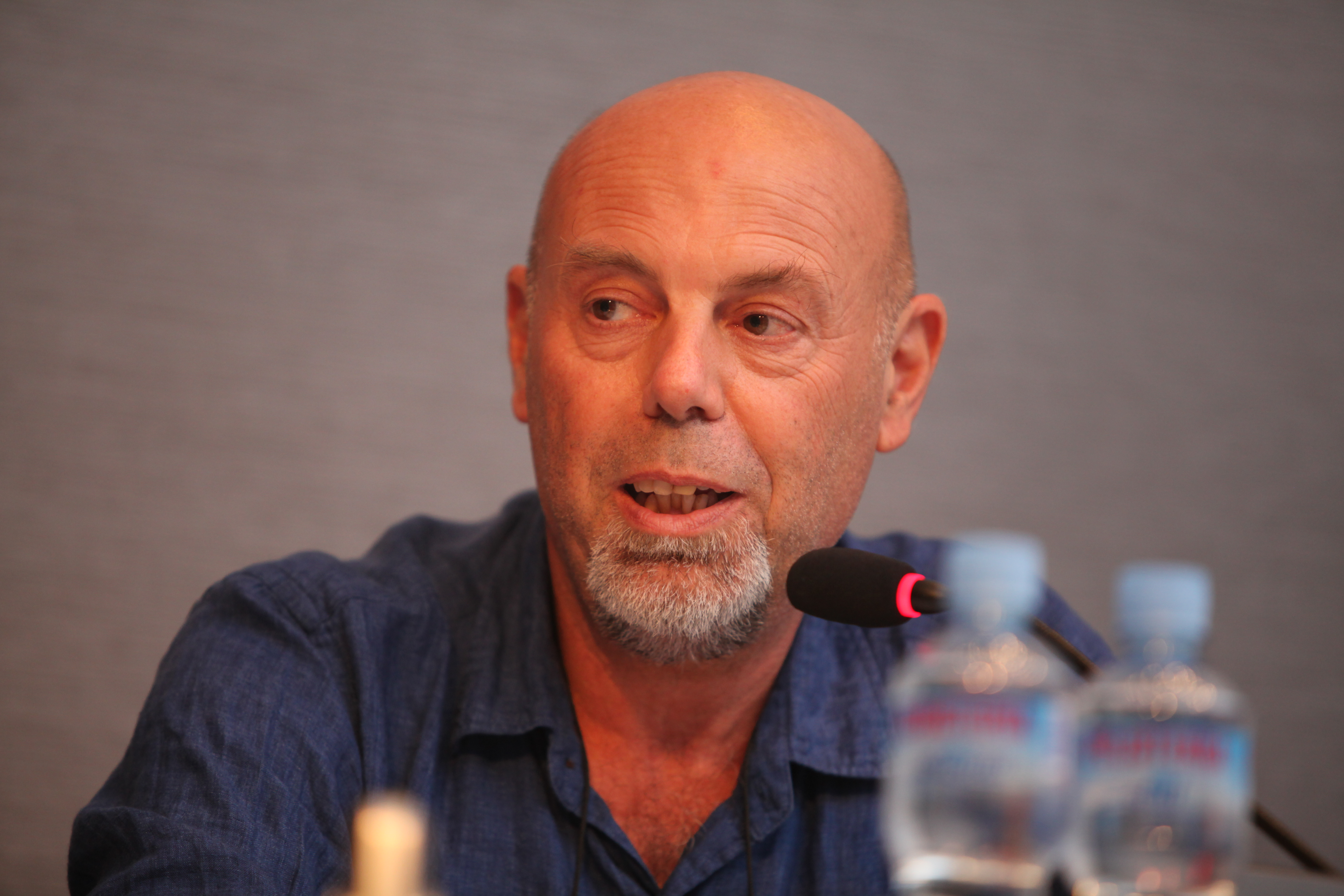
Luca Bigazzi

Luca Bigazzi (* 9. Dezember 1958 in Mailand) ist ein italienischer Kameramann.
Luca Bigazzi war zunächst Regieassistent bei Werbeproduktionen. 1983 erschien seine erste Arbeit als Film-Kameramann. Für den Regisseur Silvio Soldini blieb er für weitere Filme tätig, ebenso arbeitete er öfter für Paolo Sorrentino und Francesca Comencini. Insgesamt wirkte er bei über 100 Produktionen mit.
Er wurde siebenmal mit dem Filmpreis David di Donatello ausgezeichnet sowie mehrmals mit dem Globo d’oro und dem Nastro d’Argento für die Beste Kamera.

## Filmografie

### Kameramann (Auswahl)
- 1983: Paesaggio con figure – Regie: Silvio Soldini
- 1984: Julia im Oktober (Giulia in ottobre) – Regie: Silvio Soldini
- 1986: Voci celate (Dokumentarfilm) – Regie: Silvio Soldini
- 1986: Incidente di percorso – Regie: Donatello Alunni Pierucci
- 1987: Il mondo chiuso (Dokumentar-Kurzfilm) – Regie: Bruno Bigoni
- 1988: Provvisorio quasi d’amore – Episodenfilm
- 1988: Roller Wings (TV) – Regie: Stefania Casini
- 1988: Cuore in gola (TV) – Regie: Stefania Casini
- 1989: Corsa in discesa – Regie: Corrado Franco
- 1990: L’aria serena dell’ovest – Regie: Silvio Soldini
- 1990: L’île de France (Kurzfilm) – Regie: Lorenzo Audisio, Jean Repec
- 1992: Diagnose: Positiv (Errore fatale, TV) – Regie: Filippo De Luigi
- 1992: Manila paloma blanca – Regie: Daniele Segre
- 1992: Nero – Regie: Giancarlo Soldi
- 1992: Morte di un matematico napoletano – Regie: Mario Martone
- 1992: Ultimo respiro – Regie: Felice Farina
- 1993: Veleno – Regie: Bruno Bigoni
- 1993: Un'anima divisa in due – Regie: Silvio Soldini
- 1994: Lamerica
- 1994: Miracoli, storie per corti (Kurzfilm) – Regie: Mario Martone
- 1995: Der Fall Sindona (Un eroe borghese) – Regie: Michele Placido
- 1995: L’amore molesto – Regie: Mario Martone
- 1995: Der Onkel aus Brooklyn (Lo zio di Brooklyn) – Regie: Daniele Ciprì, Franco Maresco
- 1996: Mut zur Liebe (Correre contro, TV) – Regie: Antonio Tibaldi
- 1996: Luna e l’altra – Regie: Maurizio Nichetti
- 1997: Augenzeuge in Gefahr (Testimone a rischio) – Regie: Pasquale Pozzessere
- 1997: Le acrobate – Regie: Silvio Soldini
- 1997: I vesuviani (Kompilationsfilm, Segment La stirpe di Iana) – Regie: Pappi Corsicato
- 1998: Totò che visse due volte – Regie: Daniele Ciprì, Franco Maresco
- 1998: Claudine’s Return – Regie: Antonio Tibaldi
- 1998: Il mare di sotto (Kurzfilm) – Regie: Sandro Dionisio
- 1998: L'albero delle pere – Regie: Francesca Archibugi
- 1998: So haben wir gelacht (Così ridevano) – Regie: Gianni Amelio
- 1999: Nichts von dieser Welt (Fuori dal mondo) – Regie: Giuseppe Piccioni
- 1999: Tipota (Kurzfilm) – Regie: Fabrizio Bentivoglio
- 1999: Questo è il giardino – Regie: Giovanni Davide Maderna
- 2000: Brot und Tulpen (Pane e tulipani)
- 2000: Ich liebe das Rauschen des Meeres (Preferisco il rumore del mare) – Regie: Mimmo Calopresti
- 2000: Lupo mannaro (TV) – Regie: Antonio Tibaldi
- 2001: Domani – Regie: Francesca Archibugi
- 2001: Le parole di mio padre – Regie: Francesca Comencini
- 2002: Brenne im Wind (Brucio nel vento) – Regie: Silvio Soldini
- 2002: Un viaggio chiamato amore – Regie: Michele Placido
- 2002: La forza del passato – Regie: Piergiorgio Gay
- 2003: Senza freni – Regie: Felice Farina
- 2004: Mi piace lavorare (Mobbing) – Regie: Francesca Comencini
- 2004: Europäische Visionen (Kompilationsfilm, Segment: Anna Lives in Marghera)
- 2004: Le conseguenze dell’amore – Regie: Paolo Sorrentino
- 2004: Ovunque sei – Regie: Michele Placido
- 2004: L’amore ritrovato – Regie: Carlo Mazzacurati
- 2004: Die Hausschlüssel (Le chiavi di casa) – Regie: Gianni Amelio
- 2005: La guerra di Mario – Regie: Antonio Capuano
- 2005: Romanzo criminale – Regie: Michele Placido
- 2006: L’amico di famiglia – Regie: Paolo Sorrentino
- 2006: La stella che non c'è – Regie: Gianni Amelio
- 2006: A casa nostra – Regie: Francesca Comencini
- 2006: Chiudi gli occhi e vedrai (Kurzfilm) – Regie: Stefania Casini
- 2007: L’ora di punta – Regie: Vincenzo Marra
- 2007: La giusta distanza – Regie: Carlo Mazzacurati
- 2007: Lascia perdere, Johnny! – Regie: Fabrizio Bentivoglio
- 2008: Il Divo (Il Divo)
- 2008: La siciliana ribelle
- 2008: Fuga dal call center – Regie: Federico Rizzo
- 2009: Giulia geht abends nie aus (Giulia non esce la sera)
- 2009: Lo spazio bianco – Regie: Francesca Comencini
- 2009: Magari le cose cambiano – Regie: Andrea Segre
- 2010: Die Liebesfälscher (Copie conforme)
- 2010: La passione – Regie: Carlo Mazzacurati
- 2010: 6 × Venedig (Dokumentarfilm)
- 2010: Il sangue verde (Dokumentarfilm) – Regie: Andrea Segre
- 2011: Il gioiellino – Regie: Andrea Molaioli
- 2011: Cheyenne – This Must Be the Place (This Must Be the Place)
- 2011: Venezianische Freundschaft (Io sono Li)
- 2011: Allo specchio (Kurzfilm) – Regie: Paolo Sorrentino
- 2011: La kryptonite nella borsa – Regie: Ivan Cotroneo
- 2012: Medici con l’Africa (Dokumentarfilm) – Regie: Carlo Mazzacurati
- 2012: Ein Tag in Neapel (L’intervallo) – Regie: Leonardo di Costanzo
- 2012: Un giorno speciale – Regie: Francesca Comencini
- 2012: Come Tex nessuno mai (Dokumentarfilm) – Regie: Giancarlo Soldi, Francesca Tomassini
- 2013: La Grande Bellezza – Die große Schönheit (La grande bellezza)
- 2013: L’intrepido – Regie: Gianni Amelio
- 2013: Indebito (Dokumentarfilm) – Regie: Andrea Segre
- 2013: La prima neve – Regie: Andrea Segre
- 2013: La sedia della felicità – Regie: Carlo Mazzacurati
- 2013: Il natale della mamma imperfetta (TV) – Regie: Ivan Cotroneo
- 2014: Ponts de Sarajevo – Regie: div.
- 2014: Belluscone. Una storia siciliana (Dokumentarfilm) – Regie: Franco Maresco
- 2015: Ewige Jugend (Youth)
- 2015: Nessuno siamo perfetti (Dokumentarfilm) – Regie: Giancarlo Soldi
- 2015: Viva la sposa – Regie: Ascanio Celestini
- 2015: La ragazza Carla – Regie: Alberto Saibene
- 2015: Teatro alla Scala: Il tempio delle meraviglie (Dokumentarfilm) – Regie: Silvia Corbetta, Luca Lucini
- 2015: Morituri – Regie: Daniele Segre
- 2016: Ein Kuss (Un bacio) – Regie: Ivan Cotroneo
- 2016: The Young Pope (Fernsehserie, 10 Folgen)
- 2017: La tenerezza – Regie: Gianni Amelio
- 2017: Sicilian Ghost Story – Regie: Fabio Grassadonia, Antonio Piazza
- 2017: Das Leuchten der Erinnerung (The Leisure Seeker)
- 2018: Io sono Tempesta – Regie: Daniele Luchetti
- 2018: Loro – Die Verführten (Loro)
- 2019: La compagnia del cigno (Fernsehserie, 10 Folgen) – Regie: Ivan Cotroneo
- 2022: Der Kolibri – Chronik einer Liebe (Il colibrì)
- 2024: Die Akademie
- 2024: Iddu – Regie: Fabio Grassadonia und Antonio Piazza

### Regisseur
- 1975: Um aniversário
- 1982: Rink-Hockey (Dokumentation)

## Auszeichnungen
- 1993: Ciak d’oro für Morte di un matematico napoletano
- 1995: David di Donatello für Lamerica
- 1995: Goldener Sacher-Preis für Lamerica
- 1995: Nastro d’Argento für Lamerica
- 1996: Ciak d’oro für L’amore molesto und Der Onkel aus Brooklyn
- 1998: Kamerapreis des Sitges Festival Internacional de Cinema Fantàstic de Catalunya für Totò che visse due volte
- 1998: Goldene Osella der Internationalen Filmfestspiele von Venedig für L’albero delle pere und So haben wir gelacht
- 1999: Ciak d’oro für Fuori dal mondo und So haben wir gelacht
- 2000: Ciak d’oro für Brot und Tulpen
- 2000: David di Donatello für Brot und Tulpen
- 2002: Kamerapreis des Flaiano Film Festival für Brenne im Wind
- 2002: Nastro d’Argento für Brenne im Wind
- 2002: Silberne Kamera 3000 des Manaki Brothers Film Festival für Brenne im Wind
- 2004: Preis der Federazione Italiana Cinema d’Essai (FICE) für Die Hausschlüssel und Ovunque sei
- 2005: David di Donatello für Le conseguenze dell'amore
- 2005: Nastro d’Argento für Le conseguenze dell'amore, Die Hausschlüssel und Ovunque sei
- 2006: David di Donatello für Romanzo criminale
- 2006: Premio Kinéo für Romanzo criminale
- 2007: Ciak d’oro für L’amico di famiglia und La stella che non c’è
- 2008: Prix Vulcain de l’artiste technicien für Il Divo (gemeinsam mit Tontechniker Angelo Raguseo)
- 2008: Jurypreis des Tallinn Black Nights Film Festival für Il Divo
- 2009: David di Donatello für Il Divo
- 2009: Jurypreis des RiverRun International Film Festival für Il Divo
- 2012: Kamerapreis auf dem Bari International Film Festival (BIFEST) für Cheyenne – This Must Be the Place, Il gioiellino und Venezianische Freundschaft
- 2012: Ciak d’oro für Cheyenne – This Must Be the Place, La kryptonite nella borsa und Venezianische Freundschaft
- 2012: David di Donatello für Cheyenne – This Must Be the Place
- 2012: Nastro d’Argento für Cheyenne – This Must Be the Place
- 2013: Nastro d’Argento für La Grande Bellezza – Die große Schönheit, Un giorno speciale und Ein Tag in Neapel
- 2013: Jurypreis des Tallinn Black Nights Film Festival für La Grande Bellezza – Die große Schönheit
- 2014: Kamerapreis des Busto Arsizio Film Festival für La Grande Bellezza – Die große Schönheit
- 2014: Ciak d’oro für La Grande Bellezza – Die große Schönheit
- 2014: David di Donatello für La Grande Bellezza – Die große Schönheit
- 2014: Italian Online Movie Awards (IOMA) für La Grande Bellezza – Die große Schönheit
- 2015: Nastro d’Argento für Ewige Jugend
- 2016: Ciak d’oro für Ein Kuss und Ewige Jugend
- 2017: Marburger Kamerapreis
- 2017: Nastro d’Argento für Sicilian Ghost Story und La tenerezza
- 2018: Ciak d’oro für Sicilian Ghost Story
- 2019: Campari Passion for Film Award der 76. Internationalen Filmfestspiele von Venedig[1]